# Paulusmühle (Hilpoltstein)
Paulusmühle ist ein Gemeindeteil der Stadt Hilpoltstein im Landkreis Roth (Mittelfranken, Bayern). Paulusmühle liegt in der Gemarkung Hofstetten.

## Lage
Die Einöde liegt an dem von der Roth abgeleiteten Mühlbach 2,3 km westlich des Ortskerns von Hilpoltstein. Von Hilpoltstein aus gelangt man auf der Bahnhofstraße zur Seitzenmühle und von dort etwa 500 m weiter zur Paulusmühle. Von Hofstetten aus nimmt man die Straße „Am Mühlbach“ nach Norden und biegt kurz vor der Seitzenmühle nach links zur Paulusmühle ab.
Der Wanderweg „Mühlenweg“ des Landkreises Roth berührt die Paulusmühle. Außerdem führt der Wanderweg Nr. 10 vom Seezentrum Heuberg aus auch über die Paulusmühle nach Hilpoltstein.

## Geschichte
Paulusmühle gehörte mit dem südlich gelegenen Hofstetten und der Schweizermühle dem Zisterzienserkloster Walderbach bei Roding im heutigen Landkreis Cham. Im 13. Jahrhundert wurde die Mühle vom Kloster an die von Rindsmaul verpfändet. In dieser Zeit war sie als Rindsmaulmühle bekannt. 1434 saß auf ihr Ott Wenger, der zum Namensgeber der „Wengersmühle“, der alten Bezeichnung der Paulusmühle, wurde. 1581 hieß der Müller Paulus Pößel, der zugleich Dorfrichter von Hofstetten war; sein Vorname wurde der neue, bis heute übliche Mühlenname. Die Hoch- und Niedergerichtsbarkeit hatte die Herrschaft (Hilpolt)-Stein inne. In einer Beschreibung des pfalz-neuburgischen Amtes Hilpoltstein von 1604 ist von der „Wen(n)inger(s)- oder Paulsmuhl“ die Rede.
Nachdem der Reichsdeputationshauptschluss die Säkularisation des Klosters Walderbach gebracht hatte, wurde die Mühle 1806 bayerisch. Im neuen Königreich kam sie zum Steuerdistrikt Heuberg, dann zur Ruralgemeinde Hofstetten; diese ließ sich im Zuge der Gebietsreform in Bayern am 1. Januar 1972 in die Stadt Hilpoltstein im Landkreis Roth eingemeinden.
1813 trat der verschuldete Müllermeister Franz Anton Angermeyer die Paulusmühle an seinen Schwiegersohn Johann Georg Gemelch ab (die Müllerfamilie Angermeier saß bereits 1610 auf der Mühle); die Tochter Josepha Angermeyer heiratete 1826 den Münchener „Vorstadtmetzger“ Franz Xavier Reichl. 1832 wird berichtet, dass die Mühle einen Mahlgang besitzt. 1861 besaß Franz Gmelch die Mühle.
Der Mühle waren eine Säge und Landwirtschaft angeschlossen. 1875 hielt der Müller zwei Pferde und neun Rinder. Die Mühle gehörte zur katholischen Pfarrei Zell bzw. zur protestantischen Pfarrei Eckersmühlen. Die Kinder besuchten die katholische Schule zu Hofstetten bzw. die protestantische Schule zu Hilpoltstein. 1917 übernahm die Müllerfamilie Wurm die Mühle, die das Wasserrad durch eine Turbine ersetzte, 1970 aber den Mahlbetrieb einstellte und den Sägebetrieb aufgab.

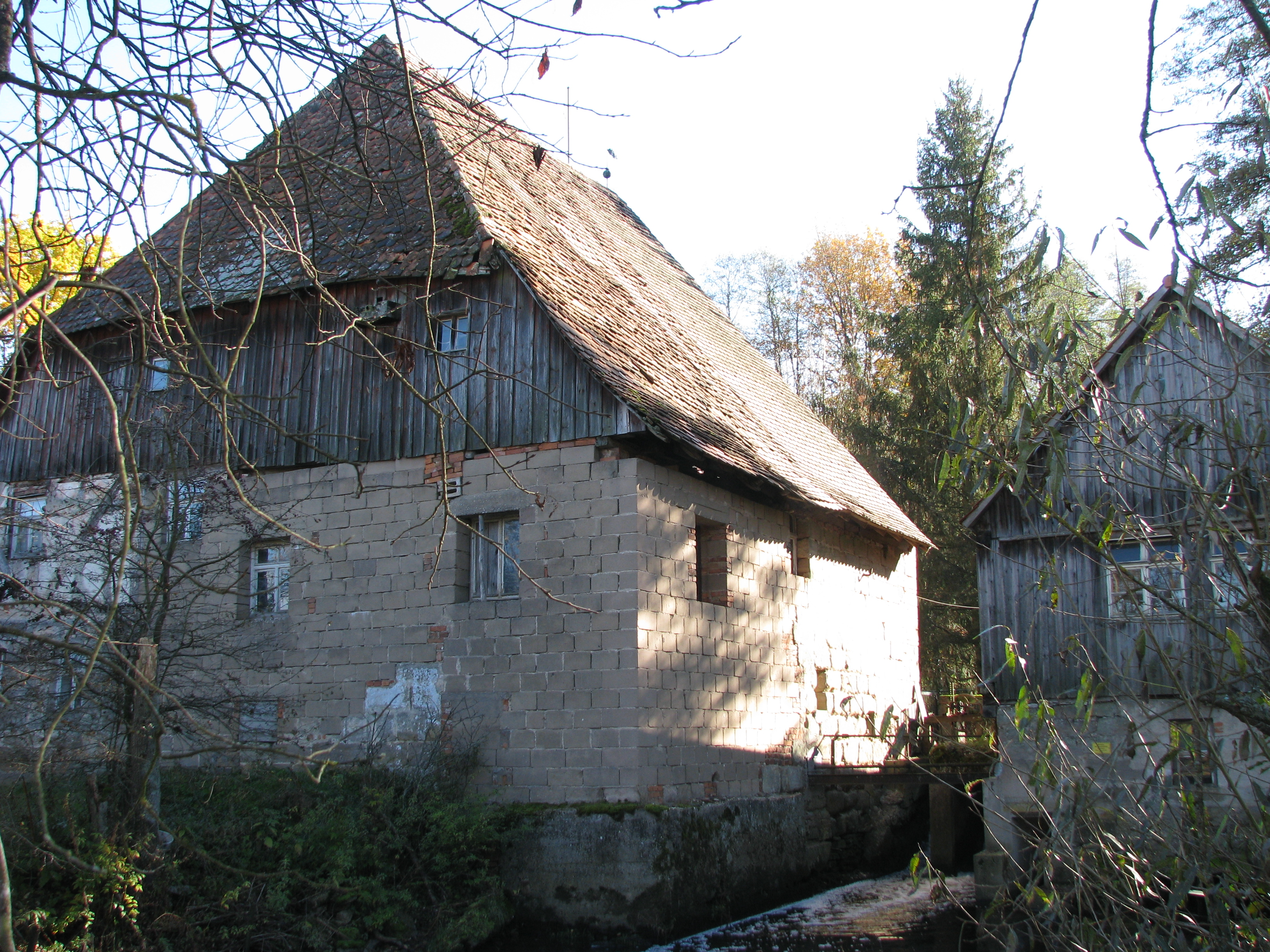
Mühlengebäude

## Einwohnerentwicklung
- 1818: 9 (2 Feuerstellen, 1 Familie)[21]
- 1836: 12 (2 Häuser)[22]
- 1861 9 (3 Gebäude)[23]
- 1871: 5 (4 Gebäude)[18]
- 1900: 7 (1 Wohngebäude)[19]
- 1937: 3[24]
- 1950: 3 (1 Wohngebäude)[13]
- 1961: 1 (1 Wohngebäude)[25]
- 1970: 1[26]
- 1987: 3 (2 Wohngebäude, 2 Wohnungen)[1]